# Rises Over Japan
Rises Over Japan — концертная видеозапись британской группы Deep Purple, снятая Тони Клайндэром и выпущенная в 1985 году. Видео представляет собой неполную запись концерта 15 декабря 1975 года, состоявшегося на арене «Будокан» (Токио).
В 2011 году видеозапись была полностью отреставрирована и перемикширована в формате 5.1 для документального DVD «Phoenix Rising».
Аудиозапись концерта в неудовлетворительном качестве была издана в 1977 году на пластинке Last Concert in Japan; отреставрированная версия вышла на CD в 2001 году под названием This Time Around: Live in Tokyo.

## Список композиций
1. «Burn» (Ковердэйл, Блэкмор, Лорд, Пейс)
2. «Love Child» (Coverdale, Томми Болин)
3. «Smoke on the Water» (Иэн Гиллан, Ричи Блэкмор, Роджер Гловер, Джон Лорд, Иэн Пейс)
4. «You Keep on Moving» (Дэвид Ковердэйл, Гленн Хьюз)
5. «Highway Star» (Гиллан, Блэкмор, Гловер, Лорд, Пейс)

## Состав
- Дэвид Ковердэйл — ведущий вокал
- Томми Болин — гитара, бэк-вокал
- Гленн Хьюз — бас-гитара, бэк-вокал
- Джон Лорд — клавишные, орган, бэк-вокал
- Иэн Пейс — ударные, перкуссия

## Технический персонал
- Тони Клингер[англ.] — режиссёр, редактор
- Мартин Бёрч — продюсер, звукорежиссёр
- Клайв Смит — режиссёр монтажа